# Shin Ramyun
Shin Ramyun là thương hiệu mì ăn liền do Tập đoàn thực phẩm Nongshim của Hàn Quốc sản xuất kể từ năm 1986. Sản phẩm đã được xuất khẩu đến hơn 80 quốc gia khác nhau và là nhãn hiệu mì ăn liền bán chạy nhất tại Hàn Quốc.
Tháng 4 năm 2011, nhãn hiệu mì Shin Ramyun Black được ra mắt với giá gấp đôi giá của Shin Ramyun thông thường, thu về doanh số bán hàng đạt 9.4 tỉ ₩ vào tháng 5 năm 2011.

## Lịch sử
Shin Ramyun được sản xuất bởi Nong Shim vào năm 1986, có các phiên bản như Hải sản và Black với nước dùng sệt hơn.

## Đóng gói
Mì gói Shin Ramyun đi kèm bên trong là các gói gia vị và rau sấy khô, thường được chuẩn bị trong nồi hoặc các vật chứa khác.  Vắt mì sấy khô và ép chặt thành dạng tròn để tiện cho vào nồi nấu. Nó cũng có loại mì cốc và dạng bát, được sản xuất đầu tiên tại Hàn Quốc năm 1981.

## Thư viện hình ảnh

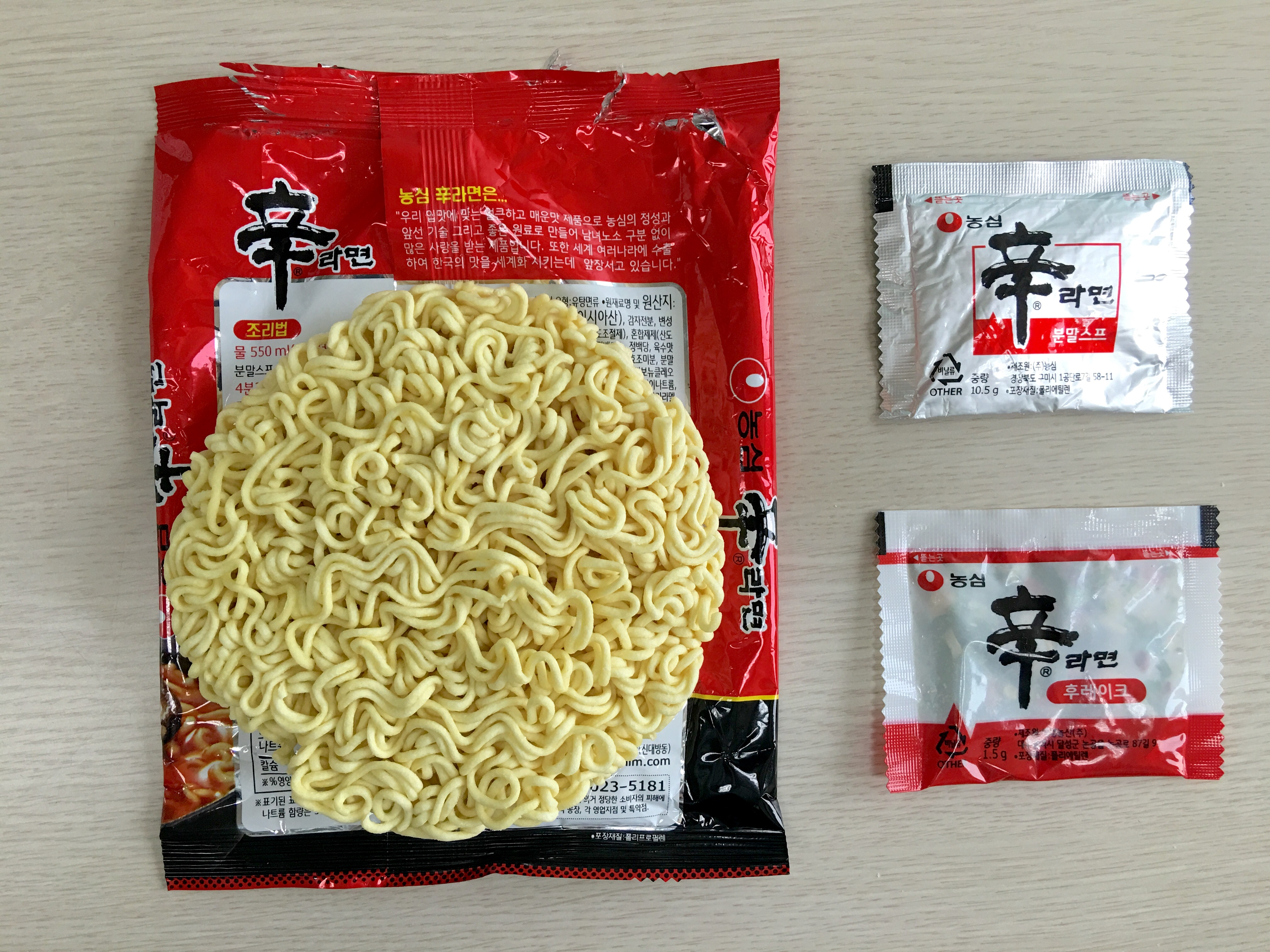
Thành phần trong gói Shin Ramyun